# Rapport eau-ciment

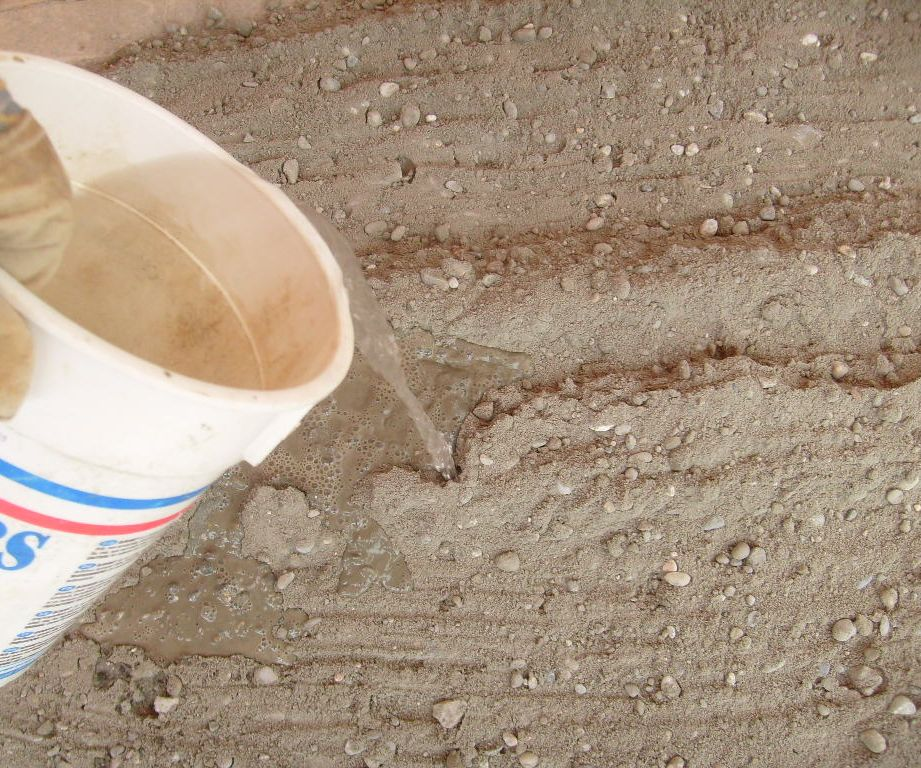
Mélange de béton à la main

Le rapport eau-ciment (rapport e/c, encore appelé rapport massique eau-ciment ou facteur eau-ciment, f) est le rapport entre la masse de l'eau (e) et la masse de ciment (c) utilisées pour préparer un mélange de béton frais :
{\displaystyle f={\frac {\text{masse d'eau}}{\text{masse de ciment}}}={\frac {e}{c}}}
Les valeurs typiques de ce rapport f = e⁄c sont généralement comprises dans l'intervalle situé entre les valeurs limites de 0.40 et 0.60.
Le rapport eau-ciment du mélange de béton frais est un des principaux facteurs, si pas le plus important, déterminant la qualité et les propriétés du béton durci, car il affecte directement la porosité du béton, et un bon béton est toujours le béton le plus compact et le plus dense possible. Un bon béton doit donc être préparé avec le moins d'eau possible, mais avec suffisamment d'eau pour hydrater les minéraux du ciment et le manipuler correctement.
Une valeur plus basse de ce rapport confère une résistance et une durabilité plus élevées au béton durci, mais peut rendre le mélange de béton frais plus difficile à manipuler et à mettre en place. L'ouvrabilité du béton à l'état frais peut être améliorée par l'addition de plastifiants ou de superplastifiants. Une valeur plus haute de ce rapport donne un béton frais plus fluide et plus facile à couler, mais qui finalement résultera dans un béton durci plus poreux et donc de moindre qualité, diminuant ainsi sa résistance mécanique et réduisant sa durée de vie.
Souvent, le concept de rapport e/c fait référence au rapport eau/matériaux cimentaires, e/cm. Les matériaux cimentaires comprennent le ciment et les matériaux cimentaires supplémentaires (MCS) tels que le laitier sidérurgique broyé (S), les cendres volantes (V), la fumée de silice (SF), les pouzzolanes naturelles, le métakaolin (MK), ou la cendre de balle de riz très riche en silice (régions productrices de riz). La plupart des matériaux cimentaires supplémentaires sont des sous-produits d'autres industries et présentent des propriétés intéressantes comme liant hydraulique. Après réaction avec les alcalis (activation du laitier de haut fourneau) et la portlandite (Ca(OH)2), ils forment également des silicates de calcium hydratés (en anglais : calcium silicate hydrates, abrégés en C-S-H), la "colle" de la pâte de ciment durcie. Ces C-S-H supplémentaires colmatent la porosité du béton et contribuent ainsi à le renforcer. Les MCS permettent également d'abaisser la teneur du ciment en clinker et donc d'économiser de l'énergie et de réduire les coûts, tout en recyclant des déchets industriels autrement destinés à l'enfouissement en décharge.
L'effet du rapport eau-ciment (e/c) sur la résistance mécanique du béton a été découvert pour la première fois par René Féret (1892) en France. Duff A. Abrams (1918) (également l'inventeur de l'essai d’affaissement au cône d’Abrams) est arrivé aux mêmes conclusions aux États-Unis, et Jean Bolomey (1929) les a confirmé plus tard en Suisse en raffinant la formule de Féret.
Le code de construction uniformisé aux États-Unis (Uniform Building Code, États-Unis) de 1997 spécifie un rapport e/c de maximum 0,5 lorsque le béton est exposé au gel et au dégel dans des conditions humides ou aux sels de déneigement, et un maximum de 0,45 pour le béton dans des conditions d'attaque sulfatiques sévères ou très sévères.
La prise et le durcissement du béton sont dus à des réactions chimiques d'hydratation des minéraux du clinker (le principal constituant du ciment Portland) avec dégagement concomitant de chaleur (réactions exothermiques). Pour chaque quantité (masse, kg) de ciment (c), environ 0,35 fois la quantité (masse, kg) d'eau (e) est nécessaire pour permettre les réactions d'hydratation. Le besoin chimique (quantité stœchiométrique nécessaire) en eau requis par l'hydratation des minéraux du clinker exige un rapport e/c minimum de 0,25, tandis que la quantité d'eau physiquement adsorbée à la surface des phases minérales du béton représente un rapport e/c de l'ordre de 0,10.
Cependant, un béton frais avec un rapport e/c de 0,35 peut être difficile à malaxer et manquer de fluidité pour être correctement placé et remplir tous les vides des coffrages, surtout si le réseau d'armatures du béton armé est très dense. On utilise donc souvent plus d'eau qu'il n'est chimiquement et physiquement nécessaire pour réagir avec le ciment. Des rapports e/c compris entre 0,40 et 0,60 sont couramment utilisés. Pour du béton à plus haute résistance, des rapports e/c plus bas sont nécessaires, ainsi que l'addition d'un plastifiant ou d'un superplastifiant pour augmenter la fluidité du béton frais et augmenter la résistance mécanique à l’état durci.
Il convient de ne pas dépasser un rapport e/c de 0,60 car le béton frais devient alors trop liquide, ce qui donne une porosité trop élevée et un béton durci trop peu résistant. Le Prof. Gustave Magnel (1889-1955, de l'Université de Gand en Belgique) l'avait d'ailleurs fait remarquer de façon assez imagée lors d'une allocution publique tenue devant un parterre d'entrepreneurs américains de travaux publics: "les américains font de la soupe, pas du béton". Gustave Magnel avait prononcé cette phrase mémorable à l'occasion d'une de ses visites aux États-Unis dans les années 1950 pour y construire le tout premier pont en béton précontraint sur le continent américain : le Walnut Lane Memorial Bridge à Philadelphie ouvert à la circulation en 1951,,,. Gustave Magnel avait alors vertement réagi face aux réticences des entrepreneurs américains auxquels il demandait de réaliser un béton à rapport e/c très bas et à affaissement nul au cône d'Abrams, comme il avait coutume de le préparer dans l'atelier de son laboratoire lorsqu'il y coulait les premières poutres en béton précontraint suivant la technique inventée par Eugène Freyssinet.
Lorsque l'excès d'eau ajouté pour améliorer l'ouvrabilité du béton frais, et non consommé par les réactions d'hydratation, s'évapore après le durcissement du béton, cela augmente la porosité du béton et la proportion de vides qu'il contient dans sa microstructure. Une porosité plus élevée réduit la résistance du béton à la compression car l'air contenu dans les pores est compressible et la microstructure du béton résiste moins bien à l'écrasement.
En outre, une porosité plus élevée augmente également la conductivité hydraulique (K, m/s) du béton et les coefficients de diffusion effectifs (De, m2/s) des solutés et des gaz dissous dans la matrice de béton. Cela accroît la perméabilité du béton à l'eau, accélère sa dissolution (lixiviation du calcium), favorise les réactions chimiques internes expansives néfastes (réaction alcali-granulat (RAG), réaction sulfatique interne (RSI) et externe (RSE), toutes grandes consommatrices d'eau) et facilite le transport des espèces chimiques indésirables telles que les chlorures (corrosion par piqûres des armatures) et les sulfates (attaques sulfatiques du béton mentionnées ci-dessus).
Lorsque l'on a recours à des matrices cimentaires pour immobiliser et encapsuler des métaux lourds toxiques ou des radionucléides (conditionnement des déchets radioactifs), un rapport eau/ciment le plus faible possible est essentiel afin de diminuer la porosité du béton ainsi que les coefficients de diffusion effectifs des substances toxiques mobiles encore dissoutes dans l'eau interstitielle. Un rapport e/c peu élevé permet ainsi de limiter la lixiviation et la migration des éléments toxiques hors de leur matrice d'immobilisation.
Une porosité trop élevée facilite également la diffusion des gaz dans la microstructure du béton. Une diffusion plus rapide du CO2 atmosphérique dans la porosité du béton augmente sa vitesse de carbonatation. Lorsque le front de carbonatation atteint les armatures d'acier, le pH de l'eau interstitielle du béton au contact de l'acier diminue. À un pH inférieur à 10,5, l'acier au carbone n'est plus passivé par un pH alcalin et commence à se corroder (corrosion généralisée). Une diffusion plus rapide de l'oxygène atmosphérique (O2) dans la microstructure du béton accélère également la corrosion des armatures.
Qui plus est, à long terme, un béton préparé avec trop d'eau subira plus de fluage et de retrait de dessiccation au fur et à mesure que l'eau ajoutée en excès disparaît. Ceci provoque la formation de fissures et réduit la résistance mécanique du béton.
Finalement, l'eau ajoutée en excès facilite aussi la ségrégation des granulats fins et grossiers (sables et graviers) dans le mélange frais et provoque la formation de nids de gravier dans les voiles en béton ou autour des armatures. En cas de ressuage d'eau (en anglais :  "bleeding") à la surface des dalles ou des radiers, après son évaporation, la surface obtenue est poussiéreuse.
Pour toutes ces raisons, il est strictement interdit d'ajouter de l'eau dans un camion de béton prêt à l'emploi lorsque le délai de livraison est dépassé et que le béton commence à être difficile à mettre en œuvre en raison de sa prise. Un tel béton perd toute certification (p. ex. Afnor) et la responsabilité de l'entrepreneur qui accepte pareille pratique est également engagée. Dans le pire des cas, un ajout de superplastifiant est autorisé pour réaugmenter l'ouvrabilité du béton et sauver le chargement du camion malaxeur à condition toutefois que le délai maximum de livraison ne soit jamais dépassé.